# Elio Aprile
Blas Aurelio Primo Aprile (Ragusa, Italia; 20 de marzo de 1949 - Mar del Plata, 5 de agosto de 2012), más conocido como Elio Aprile fue un político que ejerció el cargo de Intendente de General Pueyrredon desde 1995 a 2002 por la Unión Cívica Radical

## Biografía
Nació el 20 de marzo de 1949 en la Provincia de Ragusa en Italia y llegó a Mar del Plata con su familia en 1960, cuando tenía 11 años.
En 1983 fue Secretario de Cultura del intendente Ángel Roig, luego consiguió el cargo de Concejal en 1993. En 1995, ganó las elecciones a Intendente con el 39,2% de los votos sobre Julio César Pettigiani (33,8%) y consiguió la reelección el 24 de octubre de 1999.
El 28 de febrero de 2002 presentó su renuncia argumentando motivos personales. En ese momento la ciudad tenía el índice de desempleo más alto del país (23%) y se reclamaba a través de protestas su renuncia. Jaqueado por la crisis económica y social, el jefe de gobierno marplatense renunció después de meses de desgaste político. El panorama financiero complicó las obras públicas y el pago de los salarios de los empleados, generando un clima de rechazo a su gestión.
Elio Aprile falleció en la madrugada del 5 de agosto de 2012 en la ciudad de Mar del Plata, a causa de un paro cardíaco a la edad de 63 años

## Publicaciones
- Ficcionario (1ª edición). Propuestas. 1989. ISBN 978-950-99365-0-8.
- Poesías sustantivas (1ª edición). Manrique Zago Ediciones. 1997. ISBN 978-950-9517-94-3.
- Urgencia y cenizas: algunas claves de la posmodernidad (1ª edición). Corregidor. 1997. ISBN 978-950-05-1021-9.
- Las causas (1ª edición). Torres Agüero. 1998. ISBN 978-950-549-386-9.
- Aforismos de hueso (1ª edición). Ediciones del Valle. 2000. ISBN 978-950-9591-31-8.
- Sonetos compartidos (1ª edición). Ediciones del Valle. 2000. ISBN 978-950-9591-34-9. En coautoría con Rafael Belaustegui
- Resonancias, aforismos (1ª edición). Ediciones del Valle. 2001. ISBN 978-950-9591-41-7.
- La flecha en la huerta (1ª edición). Corregidor. 2003. ISBN 978-950-05-1467-5.
- La infinita maratón de Pino (1ª edición). Corregidor. 2007. ISBN 978-950-05-1721-8.
- Nuevo ficcionario (1ª edición). Cultura Fusion. 2011. ISBN 978-987-26893-3-9.
- Humano, después de todo... (1ª edición). Fusión Editorial. 2012. ISBN 978-987-28413-0-0.
- Espejos rotos. Mar del Plata: [s.n.], 1980.